# Póki na to czas
Póki na to czas – drugi singiel zespołu De Mono z ich albumu No Stress, wydany w 2010 roku.
Utwór dotarł do 3. miejsca listy Polish Airplay Chart.

## Geneza utworu i historia wydania
Piosenka została napisana i skomponowana przez Wojciecha Byrskiego i Tomasza Banasia, który odpowiadał również za produkcję utworu.
Singiel ukazał się w formacie CD pod koniec maja 2010 za pośrednictwem Sony Music.

## Utwór w stacjach radiowych
Utwór dostał się na szczyt Poplisty RMF FM i listy przebojów Radia Złote Przeboje.

## Teledysk
Do utworu powstał teledysk, opublikowany 20 sierpnia 2010 roku na YouTube.